# 6-Fosfat de glucosa
El 6-fosfat de glucosa (conegut també com a èster de Robison o èster de Robison-Neuberg o glucosa-6-fosfat) és una molècula de glucosa fosforilada al carboni 6. És un compost molt comú a les cèl·lules, ja que la major part de la glucosa que entra en una cèl·lula és fosforilada d'aquesta manera.